# Fockbek
Fockbek település Németországban, Schleswig-Holstein tartományban. Lakosainak száma 6636 fő (2023. december 31.).

## Népesség
A település népességének változása:
| Lakosok száma | 4996 | 6207 | 6236 | 6573 | 6674 | 6636 |
|               | 1975 | 2017 | 2019 | 2021 | 2022 | 2023 |